# Ivan Osiier
Ivan Joseph Martin Osiier (* 16. Dezember 1888 in Kopenhagen; † 23. September 1965 ebenda) war ein erfolgreicher dänischer Sportfechter.

## Sportliche Erfolge
Mit der Teilnahme an sieben Olympischen Spielen gehört Osiier zu den Sportlern mit den meisten Olympiateilnahmen. Dabei unterbrachen zwei Weltkriege und die Nichtteilnahme an den Spielen 1936 seine Karriere und verhinderten eine noch deutlich höhere Teilnahmezahl.
Osiier startete in allen drei olympischen Waffengattungen, also mit dem Florett, Degen und Säbel. Er begann seine olympische Karriere bei den Olympischen Spielen 1908 in London. Vier Jahre später holte er bei den Spielen in Stockholm seine einzige olympische Medaille. In der Degenkonkurrenz unterlag er nur dem Belgier Paul Anspach.
Nach dem Ersten Weltkrieg kehrte Osiier zu den olympischen Wettbewerben zurück und erreichte mehrfach vordere Platzierungen dicht hinter den Medaillenrängen. Bei den Olympischen Spielen 1936 in Berlin war Ivan Osiier nicht am Start. Als Sportler jüdischer Herkunft protestierte er damit gegen die Judenverfolgungen im nationalsozialistischen Deutschland.
Bei den Olympischen Spielen 1948 komplettierte Osiier seine Karriere mit der siebten Teilnahme.
Ivan Osiier wurde 25-facher dänischer Meister im Fechten und errang 13 skandinavische Meistertitel. Bevor er sich dem Fechten zuwandte, war er auch als Ruderer erfolgreich.

## Privates
Ivan Osiier war mit der dänischen Fechterin Ellen Osiier (1890–1962) verheiratet. Ellen Osiier wurde 1924 Olympiasiegerin.

## Ehrungen
Osiier wurde in die International Jewish Sports Hall of Fame aufgenommen.  